# ایستگاه راه‌آهن رباط‌کریم
ایستگاه راه‌آهن رباط‌کریم در رباط‌کریم، استان تهران واقع شده‌است. این ایستگاه تحت مالکیت شرکت راه‌آهن جمهوری اسلامی ایران قرار دارد.